# The Best (Lied)
The Best ist ein Rock-Song der britischen Sängerin Bonnie Tyler, der im Januar 1988 erschien. Besondere Bekanntheit erlangte das Stück durch eine Coverversion der US-amerikanisch-schweizerischen Sängerin Tina Turner im Jahr 1989.

## Entstehung und Veröffentlichung
Geschrieben wurde das Lied gemeinsam von Mike Chapman und Holly Knight. Für die Produktion zeichnete John Barrett (Desmond Child) verantwortlich.
Die Erstveröffentlichung von The Best erfolgte als Single am 18. Januar 1988 bei CBS Records. Diese erschien als 7″-Single mit der B-Seite The Fire Below (Katalognummer: Best 1). Im Mai 1988 erschien das Lied als Teil von Tylers siebten Studioalbum Hide Your Heart (Katalognummer: 460125 1).

## Inhalt und Musik
Musikalisch uns stilistisch handelt es sich bei The Best um einen Titel aus dem Bereich der Rockmusik. Im Text wird eine Person angesprochen, der gesagt wird, sie sei die beste und „besser als all die übrigen“.

## Chartplatzierungen
The Best avancierte zum Top-10-Hit in Norwegen. Darüber hinaus erreichte es Chartplatzierungen im Vereinigten Königreich (Rang 95).
| ChartsChartplatzierungen     | Höchstplatzierung | Wochen |
| ---------------------------- | ----------------- | ------ |
| Vereinigtes Königreich (OCC) | 95 (2 Wo.)        | 2      |

## Coverversionen von Tina Turner
Die US-amerikanisch-Schweizer Sängerin Tina Turner coverte das Stück nur ein Jahr nach seiner Erstveröffentlichung. Unter der Produktion von Dan Hartman und ihr erschien die Coverversion am 21. August 1989 als Single (Katalognummer: Capitol 20 3498 7) sowie am 12. September desselben Jahres als Teil ihres siebten Studioalbums Foreign Affair (Katalognummer: 064 7 91873 1).
Wiederum drei Jahre später nahm Turner das Lied als Simply the Best im Duett mit dem australischen Rockmusiker Jimmy Barnes auf. Diese Version erschien am 10. Mai 1992 als Single (Katalognummer: Mushroom D11189) sowie der „Collector's Edition“ von Turners Kompilationsalbum Simply the Best im Juni 1992 (Katalognummer: EMI TVD93359).

### Chartplatzierungen
| ChartsChartplatzierungen       | Höchstplatzierung | Wochen |
| ------------------------------ | ----------------- | ------ |
| Deutschland (GfK)              | 4 (25 Wo.)        | 25     |
| Österreich (Ö3)                | 2 (10 Wo.)        | 10     |
| Schweiz (IFPI)                 | 3 (24 Wo.)        | 24     |
| Vereinigte Staaten (Billboard) | 15 (14 Wo.)       | 14     |
| Vereinigtes Königreich (OCC)   | 5 (18 Wo.)        | 18     |

| ChartsJahrescharts (1989) | Platzierung |
| ------------------------- | ----------- |
| Deutschland (GfK)         | 41          |
| Österreich (Ö3)           | 16          |
| Schweiz (IFPI)            | 27          |

### Auszeichnungen für Musikverkäufe
| Land/Region                  | Auszeichnungen für Musikverkäufe (Land/Region, Auszeichnung, Verkäufe) | Verkäufe  |
| ---------------------------- | ---------------------------------------------------------------------- | --------- |
| Australien (ARIA)            | Platin                                                                 | 70.000    |
| Dänemark (IFPI)              | Platin                                                                 | 90.000    |
| Italien (FIMI)               | Gold                                                                   | 25.000    |
| Neuseeland (RMNZ)            | 2× Platin                                                              | 60.000    |
| Portugal (AFP)               | Gold                                                                   | 5.000     |
| Schweiz (IFPI)               | Gold                                                                   | 25.000    |
| Spanien (Promusicae)         | Platin                                                                 | 60.000    |
| Vereinigtes Königreich (BPI) | 2× Platin                                                              | 1.200.000 |
| Insgesamt                    | 3× Gold · 7× Platin ·                                                  | 1.535.000 |

| Land/Region       | Auszeichnungen für Musikverkäufe (Land/Region, Auszeichnung, Verkäufe) | Verkäufe |
| ----------------- | ---------------------------------------------------------------------- | -------- |
| Neuseeland (RMNZ) | Gold                                                                   | 15.000   |
| Insgesamt         | 1× Gold ·                                                              | 15.000   |